# Qemetica

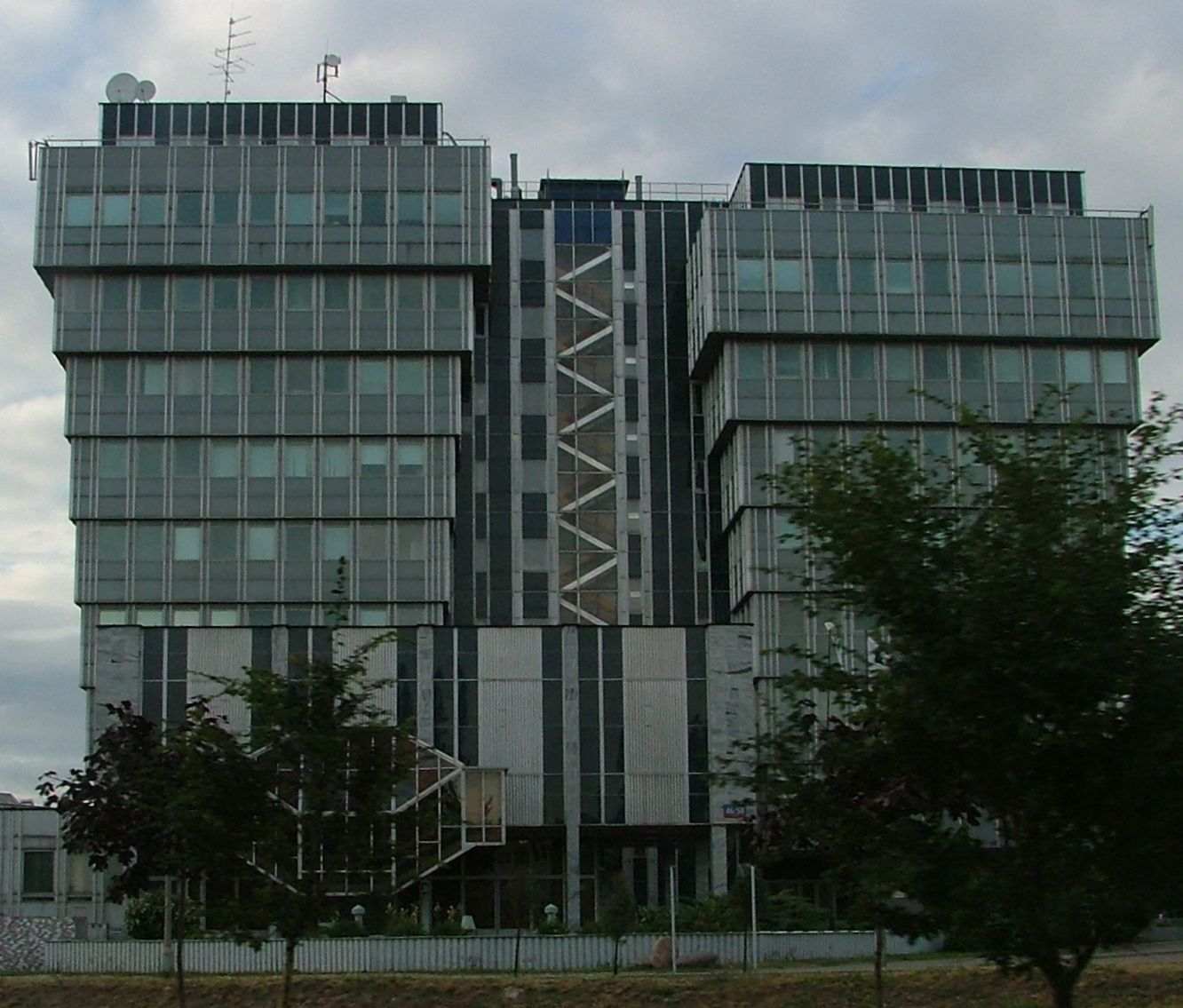
Nieistniejący biurowiec Ciechu przy ul. Powązkowskiej 46/50 w Warszawie

Qemetica S.A., do czerwca 2024 CIECH S.A. – polskie przedsiębiorstwo produkcyjne działające w sektorze chemicznym.
Skupiona wokół Qemetiki grupa kapitałowa jest m.in. drugim w Europie producentem sody kalcynowanej i oczyszczonej, największym polskim producentem środków ochrony roślin oraz największym polskim producentem soli warzonej, największym dostawcą krzemianów w Europie oraz jednym z największych producentów pianek poliuretanowych w Polsce. Posiada zakłady produkcyjne w Polsce, Niemczech i Rumunii. Od lutego 2005 do marca 2024 roku Ciech był notowany na warszawskiej Giełdzie Papierów Wartościowych. Grupa jest jednym z największych polskich eksporterów i inwestorów zagranicznych.

## Działalność
Głównymi produktami Qemetiki są: soda kalcynowana (drugie miejsce jako producent w Europie), soda oczyszczona, sól, środki ochrony roślin, pianki PUR, krzemiany i inne produkty chemii organicznej, mające zastosowanie w różnych sektorach gospodarki, w tym: budownictwie, motoryzacji, rolnictwie, przemyśle chemicznym, spożywczym czy farmaceutycznym.

## Struktura Grupy Qemetica
Qemetica prowadzi działalność w ramach 6 głównych biznesów zależnych od CIECH S.A., na które składają się następujące spółki.
Biznes Soda:
- Qemetica Soda Polska;
- Qemetica Soda Deutschland;
- Qemetica Soda Romania (w hibernacji od 2019 roku).

Biznes Sól:
- Qemetica Soda Polska;
- Qemetica Salz Deutschland.

Biznes Agro:
- Qemetica Agricultural Solutions Poland;
- Qemetica Agricultural Solutions Spain[16].

Biznes Pianki:
- Qemetica Polyurethanes.

Biznes Krzemiany:
- Qemetica Silicates.

Biznes Szkło
- Qemetica Glass.

## Zarząd Qemetica S.A.[17]
- Kamil Majczak – Prezes Zarządu[18]
- Marcin Puziak – Członek Zarządu ds. Finansowych[19]
- David A. Schmidt – Członek Zarządu

## Rada Nadzorcza[20]
- Sebastian Kulczyk – Przewodniczący Rady Nadzorczej
- Martin Laudenbach – Członek Rady Nadzorczej
- Artur Olech – Członek Rady Nadzorczej
- Morten Schaldemose – Członek Rady Nadzorczej
- Huub van Beijeren – Członek Rady Nadzorczej

## Akcjonariat
Kapitał zakładowy Qemetica S.A. wynosi 263,5 mln zł i jest podzielony na 52 699 909 akcji. Od dn. 17 listopada 2023 r. jedynym akcjonariuszem spółki jest KI Chemistry s. à r. l. z siedzibą w Luksemburgu.

## Historia
W 1945 roku powołano Centralę Importowo-Eksportową Chemikalii i Aparatury Chemicznej Sp. z o.o. W 1952 roku zmieniono nazwę na „Ciech” Centrala Importowo-Eksportowa Chemikalii Sp. z o.o., a w 1995 roku, po przekształceniu w spółkę akcyjną, zarejestrowano Ciech SA. Do lat 90. XX w. Ciech jako jedna z „central handlu zagranicznego” był praktycznie monopolistą w handlu surowcami chemicznymi. Dostarczał m.in. ok. 90% ropy do polskich rafinerii.
Od lat 90. przedsiębiorstwo zaczęło przekształcać się w koncern chemiczny, przejmując kolejne przedsiębiorstwa. W skład Grupy Ciech weszły wówczas m.in.:
- Soda Polska Ciech powstała po połączeniu dwóch zakładów sodowych:
  - Janikowskie Zakłady Sodowe „Janikosoda” SA
  - Inowrocławskie Zakłady Chemiczne Soda Mątwy SA
- Zakłady Chemiczne Alwernia SA
- Zakłady Chemiczne Zachem S.A. w Bydgoszczy
- ZCh Organika-Sarzyna
- Vitrosilicon S.A. w Iłowej
- Gdańskie Zakłady Nawozów Fosforowych Fosfory Sp. z o.o.
- Boruta – Kolor Sp. z o.o. w Zgierzu
- Ciech Polfa Sp. z o.o. Warszawa
- Chemia.com S.A.
- Transoda

Dzięki dwóm zakładom produkującym sodę kalcynowaną Ciech opanował około 95% krajowego rynku tego surowca (8% rynku europejskiego).
W listopadzie 2006 Ciech nabył za 9,2 mln € 93% akcji rumuńskiego producenta sody Uzinele Sodice Govora SA. W listopadzie 2007 powołana przez przedsiębiorstwo spółka Soda Deutschland Ciech nabyła za 75 mln € 93% akcji Sodawerk Holding Stassfurt w Niemczech, zwiększając udział w europejskim rynku sody do 14%.
20 grudnia 2006 Walne Zgromadzenie Nafty Polskiej udzieliło Ciechowi zgody na nabycie 80% akcji Zachemu (za 80 mln zł) oraz ZCh Organika-Sarzyna (za 244,5 mln zł) w ramach prywatyzacji przedsiębiorstw z sektora wielkiej syntezy chemicznej.
Według dziennika Rzeczpospolita w latach 2003–2004 firma brała udział w fikcyjnym obrocie kruszywem, mającym na celu wyłudzanie podatku VAT.
W latach 2006–2008 we władzach spółki zasiadały osoby związane z PiS. Prezesem był Mirosław Kochalski, a jednym z członków Zarządu Wojciech Wardacki. Wardacki został odwołany przez Walne Zgromadzenie Akcjonariuszy z 2 kwietnia 2008. Kochalski, który prezesem był od 24 lipca 2006, nie uzyskał absolutorium WZA (przedstawiciel Skarbu Państwa wstrzymał się od głosu) i 11 lipca 2008 złożył rezygnację. Jego obowiązki przejął członek zarządu Ryszard Kunicki, którego w sierpniu 2008 WZA oficjalnie powołało na stanowisko prezesa zarządu.

### Działania restrukturyzacyjne
Dekoniunktura na rynku związana z kryzysem finansowym, a także niekorzystne umowy opcji walutowych, które spowodowały straty rzędu 300 mln zł spowodowały, że w Ciechu przeprowadzono znaczne działania restrukturyzacyjne. Największą transakcją była zrealizowana w 2011 roku sprzedaż Gdańskich Zakładów Nawozów Fosforowych Fosfory Sp. z o.o. Zakładom Azotowym w Puławach za 107 mln zł (dodatkowo kupujący spłacił pożyczki GZNF wynoszące 121 mln). Z Zakładów Chemicznych Zachem w Bydgoszczy Ciech wykupił część zajmującą się produkcją pianek poliuretanowych i utworzył spółkę Ciech Pianki. Spółka Boruta – Kolor Sp. z o.o. w Zgierzu została z kolei sprzedana Zachemowi, który połączył ją ze swoją spółką zależną Zachem Barwniki. Sprzedano również udziały w spółce Ciech Polfa.
26 kwietnia 2012 Walne Zgromadzenie Akcjonariuszy odwołało trzech członków zarządu, w tym prezesa Ryszarda Kunickiego ze względu na wyniki finansowe Ciechu i złą sytuację w należącym do niego Zachemie. Do czasu wyłonienia nowego zarządu, obowiązki prezesa objął tymczasowo Dariusz Krawczyk, który w maju został prezesem spółki.
W październiku 2012 Ciech poinformował o zawarciu warunkowej umowy sprzedaży rynków i technologii TDI na rzecz firmy BASF, w związku z czym zakład produkcji TDI miał zostać zamknięty. W związku z tą transakcją Zakłady Chemiczne Zachem w Bydgoszczy z końcem 2012 roku zakończyły działalność produkcyjną. Ogólne przychody Grupy Chemicznej Ciech w roku 2012 wyniosły ponad 4,6 mld złotych, przychody ze sprzedaży wyniosły prawie 4,4 mld złotych.
W lipcu 2013 roku Grupa Ciech, realizująca założenia restrukturyzacyjne polegające na skoncentrowaniu swojej działalności na produkcji sody, podpisała umowę sprzedaży Zakładów Chemicznych w Alwerni spółce należącej do grupy KERMAS. Wartość transakcji to 13,4 mln dolarów.
W czerwcu 2014 Ciech został sprywatyzowany, 51,14% akcji kupiła od Skarbu Państwa spółka KI Chemistry, należąca do Jana Kulczyka, sam Kulczyk został przewodniczącym rady nadzorczej. Po jego śmierci właścicielem akcji stał się jego syn Sebastian Kulczyk.
22 lipca 2015 rada nadzorcza odwołała z funkcji prezesa Dariusza Krawczyka, powołując na to stanowisko Macieja Tyburę. 8 października 2015 przewodniczącym rady nadzorczej został Sebastian Kulczyk.
W 2016 roku akcje Ciechu zostały dopuszczone do równoczesnego obrotu na Giełdzie Papierów Wartościowych we Frankfurcie, w ramach dual listingu. 4 stycznia 2024 roku akcje Ciechu zostały wycofane z notowań na rynku regulowanym prowadzonym przez giełdę papierów wartościowych we Frankfurcie (FSE).
W lipcu 2018 roku CIECH nabył 100 proc. akcji spółki Proplan – hiszpańskiego dostawcy środków ochrony roślin, działającego na trzech kontynentach. Akwizycja pozwoliła Grupie na dostęp do rynków Europy Południowej, poszerzenie portfela substancji aktywnych i perspektywę ekspansji m.in. do Ameryki Południowej.
10 września 2018 rezygnację z przyczyn osobistych złożył Maciej Tybura. Obowiązki prezesa objął Dawid Jakubowicz, który 5 grudnia 2018 został prezesem spółki.
W czerwcu 2019 roku CIECH poinformował o zakończeniu inwestycji polegającej na modernizacji i rozbudowie linii produkcyjnych do wytwarzania sody oczyszczonej w zakładach w Niemczech, skutkującej zwiększeniem mocy produkcyjnych o 50 tys. ton rocznie. Przedsięwzięcie pozwoliło m.in. na produkcję sody oczyszczonej o jakości farmaceutycznej, w tym sody stosowanej do dializ.
W 2019 roku Grupa poinformowała o zatrzymaniu produkcji sody kalcynowanej w rumuńskim zakładzie. Powodem były zbyt wysokie koszty pary technologicznej narzucone przez zewnętrznego dostawcę. Obecnie zakład znajduje się w stanie hibernacji. W wyniku restrukturyzacji zatrudnienia w zakładzie pracuje kilkadziesiąt osób zajmujących się utrzymaniem fabryki i produkcją niewielkiej ilości krzemianów sodu.
W 2021 roku Grupa zakończyła przeprowadzanie reorganizacji struktury koncernu, w ramach której wyodrębnionych zostało 7 podstawowych obszarów biznesowych, tzw. „business units”, czyli niezależnych od siebie podmiotów, podlegających pod holding CIECH S.A. W ramach przebudowy struktury Grupy, rozdzielone zostały spółki, w ramach których jednocześnie funkcjonowały istotnie różniące się od siebie biznesy. Z CIECH Sarzyna wyodrębniono biznes Agro oraz Żywice, natomiast z CIECH Vitrosilicon – Krzemiany i Opakowania. Tym samym powstały jednostki biznesowe: Soda, Sól, Agro, Żywice, Krzemiany, Opakowania, Pianki.
W marcu 2021 roku Grupa CIECH sfinalizowała sprzedaż biznesu Żywice firmie LERG S.A.
Wiosną 2021 roku, po roku od rozpoczęcia wartej blisko 140 mln euro inwestycji, CIECH zakończył budowę nowoczesnej warzelni soli w niemieckim Stassfurcie (spółka CIECH Salz Deutschland). Obiekt pozwoli Grupie na produkcję soli warzonej w ilości 450 tys. ton rocznie w 2024 roku.
Pod koniec 2021 roku w zakładzie w Żarach (spółka CIECH Vitrosilicon) został oddany do użytku nowy piec do wytapiania szklistego krzemianu sodu. Inwestycja pochłonęła 80 mln zł i zwiększyła moce produkcyjne Grupy CIECH w obszarze krzemianów sodu o ok. 30 proc., do ok. 240 tys. ton rocznie.
W marcu 2022 roku, w wyniku wybuchu wojny na Ukrainie, Grupa poinformowała o zerwaniu kontaktów handlowych z Rosją oraz Białorusią.
24 listopada 2023 roku Ciech złożył wniosek do Komisji Nadzoru Finansowego o zezwolenie na wycofanie wszystkich akcji z GPW. Po uzyskaniu zgody KNF, od 6 marca 2024 roku akcje Grupy zostały wycofane z obrotu giełdowego.
1 czerwca 2024 roku Ciech zmienił nazwę na Qemetica. Nowa nazwa jest elementem strategii spółki na lata 2024-2029.